# Архиепархия Тукумана
Архиепархия Тукумана (лат. Archidioecesis Tucumanensis) — архиепархия Римско-католической церкви с центром в городе Сан-Мигель-де-Тукуман, Аргентина. В митрополию Тукумана входят епархии Аньятуи, Консепсьона и Сантьяго-дель-Эстеро. Кафедральным собором архиепархии Тукумана является церковь Пресвятой Девы Марии.

## История
15 февраля 1897 года Римский папа Лев XIII издал буллу «In Petri Cathedra», которой учредил епархию Тукумана, выделив её из епархии Сальты. В этот же день епархия Тукумана вошла в митрополию Буэнос-Айреса.
25 марта 1907 года и 21 января 1910 года епархия Тукумана уступила часть территории для учреждения епархий Сантьяго-дель-Эстеро и Катамарки.
20 апреля 1934 года епархия Тукумана вошла в митрополию Санта-Фе (сегодня — Архиепархия Санта-Фе-де-ла-Вера-Круса).
11 февраля 1957 года Римский папа Пий XII издал буллу «Quandoquidem adoranda», которой возвёл епархию Тукумана в ранг архиепархии.
12 августа 1963 года и 8 сентября 1969 года архиепархия Тукумана уступила часть своей территории для учреждения епархии Консепсьона и территориальной прелатуры Кафайяте.

## Ординарии архиепархии
- епископ Пабло Падилья-и-Барсена (исп. Pablo Padilla y Bárcena) (16.01.1898 — † 22.01.1921);
- епископ Барнабе Пьедрабуэна (исп. Barnabé Piedrabuena) (11.06.1923 — 17.12.1928);
- епископ Агустин Баррере (исп. Agustín Barrere) (16.01.1930 — † 29.02.1952);
- архиепископ Хуан Карлос Арамбуру (28.08.1953 — 14.06.1967), назначен архиепископом-коадъютором Буэнос-Айреса; с 1976 года — кардинал;
- архиепископ Блас Викторио Корнеро (исп. Blas Victorio Conrero) (3.02.1968 — † 7.07.1982);
- архиепископ Орасио Альберто Боццоли (исп. Horacio Alberto Bózzoli) (19.01.1983 — † 29.12.1993);
- архиепископ Рауль Арсенио Касадо (исп. Raúl Arsenio Casado) (15.06.1994 — 8.07.1999);
- архиепископ Луис Эктор Вильяльба (исп. Luis Héctor Villalba) (8.07.1999 — 10.06.2011) — кардинал с 14.02.2015;
- архиепископ Альфредо Орасио Секка (исп. Alfredo Horacio Zecca) (10.06.2011 — 09.06.2017);
- архиепископ Карлос Альберто Санчес (исп. Carlos Alberto Sánchez) (с 23.08.2017 — по настоящее время).

## Источник
- Annuario Pontificio, Libreria Editrice Vaticana, Città del Vaticano, 2003, ISBN 88-209-7422-3
- Булла In Petri cathedra, Sanctissimi Domini nostri Leonis papae XIII allocutiones, epistolae, constitutiones aliaque acta praecipua, Vol. VI (1894—1897), Bruges 1897, стр. 257—263  (лат.)
- Bolla Quandoquidem adoranda Архивная копия от 27 марта 2010 на Wayback Machine, AAS 49 (1957), стр. 653  (лат.)